# Selbitz (Elbtal)
Selbitz là một đô thị thuộc huyện Wittenberg, bang Saxony-Anhalt, Đức.